# Natação no Campeonato Mundial de Esportes Aquáticos de 2019 - 200 m livre feminino
A prova dos 200 metros livre feminino da natação no Campeonato Mundial de Esportes Aquáticos de 2019 ocorreu nos dias 23 de julho e 24 de julho, em Gwangju, na Coreia do Sul.

## Recordes
Antes desta competição, os recordes mundiais e do campeonato nesta prova eram os seguintes:
| Tipo                  | Atleta              | Tempo   | Local | Data                |
| --------------------- | ------------------- | ------- | ----- | ------------------- |
|                       | Federica Pellegrini | 1:52.98 | Roma  | 29 de julho de 2009 |
| Recorde do campeonato | Federica Pellegrini | 1:52.98 | Roma  | 29 de julho de 2009 |

## Medalhistas
| Ouro                      | Prata                | Bronze               |
| Federica Pellegrini (ITA) | Ariarne Titmus (AUS) | Sarah Sjöström (SWE) |

## Cronograma
Todos os horários são locais (UTC+9).
| Data        | Hora  | Evento        |
| ----------- | ----- | ------------- |
| 23 de julho | 10:17 | Eliminatórias |
| 23 de julho | 21:14 | Semifinal     |
| 24 de julho | 20:17 | Final         |

## Resultados

### Eliminatórias
Esses foram os resultados das eliminatórias. Foram realizadas no dia 23 de julho com início às 10:17.
| Pos. | Bateria | Raia | Nadadora                 | Nacionalidade            | Tempo   | Notas            |
| ---- | ------- | ---- | ------------------------ | ------------------------ | ------- | ---------------- |
| 1    | 5       | 5    | Sarah Sjöström           | Suécia                   | 1:55.14 | Q                |
| 2    | 5       | 3    | Siobhan Haughey          | Hong Kong                | 1:56.02 | Q                |
| 3    | 7       | 4    | Ariarne Titmus           | Austrália                | 1:56.34 | Q                |
| 4    | 5       | 6    | Yang Junxuan             | China                    | 1:56.43 | Q                |
| 5    | 7       | 3    | Federica Pellegrini      | Itália                   | 1:56.81 | Q                |
| 6    | 7       | 2    | Penny Oleksiak           | Canadá                   | 1:57.25 | Q                |
| 7    | 7       | 7    | Barbora Seemanová        | Chéquia                  | 1:57.32 | Q,               |
| 8    | 6       | 6    | Li Bingjie               | China                    | 1:57.59 | Q                |
| 9    | 6       | 1    | Freya Anderson           | Reino Unido              | 1:57.68 | Q                |
| 10   | 7       | 6    | Veronika Andrusenko      | Rússia                   | 1:57.77 | Q                |
| 11   | 5       | 1    | Valeriya Salamatina      | Rússia                   | 1:57.98 | Q                |
| 12   | 6       | 2    | Rio Shirai               | Japão                    | 1:58.10 | Q                |
| 13   | 6       | 5    | Charlotte Bonnet         | França                   | 1:58.21 | Q                |
| 14   | 6       | 3    | Allison Schmitt          | Estados Unidos           | 1:58.73 | Q                |
| 15   | 6       | 8    | Valentine Dumont         | Bélgica                  | 1:59.11 | Q                |
| 16   | 6       | 7    | Chihiro Igarashi         | Japão                    | 1:59.18 | Q                |
| 17   | 5       | 2    | Katinka Hosszú           | Hungria                  | 1:59.44 |                  |
| 18   | 7       | 1    | Holly Hibbott            | Reino Unido              | 1:59.60 |                  |
| 19   | 6       | 0    | Erika Fairweather        | Nova Zelândia            | 1:59.68 |                  |
| 20   | 7       | 8    | Elisbet Gámez            | Cuba                     | 2:00.33 |                  |
| 21   | 5       | 0    | Aleksandra Polańska      | Polónia                  | 2:00.34 |                  |
| 22   | 5       | 8    | Katja Fain               | Eslovênia                | 2:00.38 |                  |
| 23   | 4       | 4    | Quah Ting Wen            | Singapura                | 2:00.39 |                  |
| 24   | 4       | 3    | Marlene Kahler           | Áustria                  | 2:00.56 |                  |
| 25   | 7       | 0    | Maria Ugolkova           | Suíça                    | 2:00.74 |                  |
| 26   | 4       | 2    | Julia Hassler            | Liechtenstein            | 2:00.99 | Recorde nacional |
| 27   | 4       | 6    | Natthanan Junkrajang     | Tailândia                | 2:01.86 |                  |
| 28   | 4       | 1    | Monique Olivier          | Luxemburgo               | 2:01.96 |                  |
| 29   | 4       | 9    | Ieva Maļuka              | Letônia                  | 2:02.38 | Recorde nacional |
| 30   | 7       | 9    | Rebecca Meder            | África do Sul            | 2:02.70 |                  |
| 31   | 5       | 7    | Joanna Evans             | Bahamas                  | 2:02.76 |                  |
| 32   | 5       | 9    | Jo Hyun-ju               | Coreia do Sul            | 2:03.16 |                  |
| 33   | 4       | 7    | Aleksa Gold              | Estónia                  | 2:03.30 |                  |
| 34   | 6       | 9    | Nicole Oliva             | Filipinas                | 2:04.26 |                  |
| 35   | 4       | 0    | María Álvarez            | Colômbia                 | 2:05.28 |                  |
| 36   | 3       | 5    | Gabriela Santis          | Guatemala                | 2:05.36 |                  |
| 37   | 4       | 5    | Emily Gantriis           | Dinamarca                | 2:05.44 |                  |
| 38   | 3       | 3    | Elan Daley               | Bermudas                 | 2:05.47 |                  |
| 39   | 3       | 6    | Amanda Alfaro            | Costa Rica               | 2:06.60 |                  |
| 40   | 3       | 4    | Sara Pastrana            | Honduras                 | 2:06.76 |                  |
| 41   | 4       | 8    | Snæfríður Jórunnardóttir | Islândia                 | 2:07.43 |                  |
| 42   | 3       | 1    | Gabriella Doueihy        | Líbano                   | 2:09.07 |                  |
| 43   | 1       | 3    | Ani Poghosyan            | Armênia                  | 2:09.09 |                  |
| 44   | 3       | 9    | Tiana Rabarijaona        | Madagáscar               | 2:10.21 |                  |
| 45   | 3       | 2    | Paige van der Westhuizen | Zimbabwe                 | 2:11.36 |                  |
| 46   | 3       | 8    | Danielle Treasure        | Barbados                 | 2:11.51 |                  |
| 47   | 3       | 0    | Nicole Frank             | Uruguai                  | 2:11.56 |                  |
| 48   | 2       | 4    | Gaurika Singh            | Nepal                    | 2:13.00 |                  |
| 49   | 1       | 6    | Leedia Al-Safadi         | Jordânia                 | 2:13.19 |                  |
| 50   | 2       | 5    | Anđela Antunović         | Montenegro               | 2:13.62 |                  |
| 51   | 2       | 2    | Abiola Ogunbanwo         | Nigéria                  | 2:15.44 |                  |
| 52   | 2       | 3    | Natalia Kuipers          | Ilhas Virgens Americanas | 2:15.45 |                  |
| 53   | 3       | 7    | Elizaveta Rogozhnikova   | Quirguistão              | 2:15.46 |                  |
| 54   | 2       | 8    | Mya de Freitas           | São Vicente e Granadinas | 2:15.48 |                  |
| 55   | 2       | 7    | Tinatin Kevlishvili      | Geórgia                  | 2:17.71 |                  |
| 56   | 2       | 1    | Zaira Forson             | Gana                     | 2:18.74 |                  |
| 57   | 2       | 6    | Olivia Fuller            | Antígua e Barbuda        | 2:19.71 |                  |
| 58   | 2       | 0    | Mineri Gomez             | Guam                     | 2:23.73 |                  |
| 59   | 2       | 9    | Judith Meauri            | Japão                    | 2:25.42 |                  |
| 60   | 1       | 5    | Jin Ju Thompson          | Marianas Setentrionais   | 2:32.35 |                  |
| 61   | 1       | 4    | Charissa Panuve          | Tonga                    | 2:33.31 |                  |
| 62   | 5       | 4    | Emma McKeon              | Austrália                | DNS     | DNS              |
| 62   | 6       | 4    | Taylor Ruck              | Canadá                   | DNS     | DNS              |
| 62   | 7       | 5    | Katie Ledecky            | Estados Unidos           | DNS     | DNS              |

### Semifinal
Esses foram os resultados das semifinais. Foram realizadas no dia 23 de julho com início às 21:14
Semifinal 1
| Pos. | Raia | Nadadora            | Nacionalidade  | Tempo   | Notas  |
| ---- | ---- | ------------------- | -------------- | ------- | ------ |
| 1    | 4    | Siobhan Haughey     | Hong Kong      | 1:55.58 | Q,     |
| 2    | 1    | Yang Junxuan        | China          | 1:55.99 | Q, WJR |
| 3    | 3    | Penny Oleksiak      | Canadá         | 1:56.41 | Q      |
| 4    | 7    | Rio Shirai          | Japão          | 1:56.82 | Q      |
| 5    | 6    | Li Bingjie          | China          | 1:57.30 |        |
| 6    | 2    | Veronika Andrusenko | Rússia         | 1:57.65 |        |
| 7    | 5    | Allison Schmitt     | Estados Unidos | 1:58.27 |        |
| 8    | 8    | Chihiro Igarashi    | Japão          | 1:58.97 |        |

Semifinal 2
| Pos. | Raia | Nadadora            | Nacionalidade     | Tempo   | Notas            |
| ---- | ---- | ------------------- | ----------------- | ------- | ---------------- |
| 1    | 3    | Federica Pellegrini | Itália            | 1:55.14 | Q                |
| 2    | 5    | Ariarne Titmus      | Austrália         | 1:55.36 | Q                |
| 3    | 4    | Sarah Sjöström      | Predefinição:SWEs | 1:55.70 | Q                |
| 4    | 1    | Charlotte Bonnet    | França            | 1:56.19 | Q                |
| 5    | 6    | Barbora Seemanová   | Chéquia           | 1:57.16 | Recorde nacional |
| 6    | 7    | Valeriya Salamatina | Rússia            | 1:57.25 |                  |
| 7    | 2    | Freya Anderson      | Reino Unido       | 1:57.51 |                  |
| 8    | 8    | Valentine Dumont    | Bélgica           | 1:58.78 |                  |

### Final
A final foi realizada em 24 de julho às 20:17.
| Pos.              | Raia | Nadadora            | Nacionalidade | Tempo   | Notas            |
| ----------------- | ---- | ------------------- | ------------- | ------- | ---------------- |
| Medalha de ouro   | 4    | Federica Pellegrini | Itália        | 1:54.22 |                  |
| Medalha de prata  | 5    | Ariarne Titmus      | Austrália     | 1:54.66 |                  |
| Medalha de bronze | 6    | Sarah Sjöström      | Suécia        | 1:54.78 |                  |
| 4                 | 3    | Siobhan Haughey     | Hong Kong     | 1:54.98 | Recorde nacional |
| 5                 | 2    | Yang Junxuan        | China         | 1:55.43 |                  |
| 6                 | 1    | Penny Oleksiak      | Canadá        | 1:56.59 |                  |
| 7                 | 7    | Charlotte Bonnet    | França        | 1:56.95 |                  |
| 8                 | 8    | Rio Shirai          | Japão         | 1:57.14 |                  |

Legenda
| Recorde mundial       | Recorde mundial (World record)               |                       | Recorde africano                      | Recorde africano (African) |                                           | Q | Classificado por posição (Qualified) |
| Recorde do campeonato | Recorde do campeonato (Championship record)  | Recorde da América    | Recorde da América (Americas)         | q                          | Classificado por melhor tempo (Qualified) |   |                                      |
| Melhor marca do ano   | Melhor marca do ano (World leading)          | Recorde asiático      | Recorde asiático (Asian)              | DNS                        | Não largou (Did not start)                |   |                                      |
| Recorde nacional      | Recorde nacional (National record)           | Recorde europeu       | Recorde europeu (European)            | DNF                        | Não terminou (Did not finish)             |   |                                      |
| Recorde pessoal       | Recorde pessoal do atleta (Personal best)    | Recorde da Oceania    | Recorde da Oceania (Oceania)          | DSQ / DQ                   | Desclassificado (Disqualified)            |   |                                      |
| Recorde da temporada  | Recorde da temporada do atleta (Season best) | Recorde sul-americano | Recorde sul-americano (South America) | NM                         | Sem marca (No mark)                       |   |                                      |